# Под ужареним сунцем
Под ужареним сунцем је епизода серијала Мали ренџер (Кит Телер) објављена у Лунов магнус стрипу бр. 351. Епизода је изашла 1979. године, имала 96 страница, и коштала 10 динара. Насловну страницу нацртао је Бранко Плавшић. Издавач је био Дневник из Новог Сада. Епизода је 2. наставак целине, коју чине ЛМС-350 и ЛМС-352.

## Оригинална епизода
Оригинална епизода под називом Infamia! изашла је у Италији у издању Sergio Bonnelli Editore у новембру 1977. године под редним бројем 168. Коштала је 400 лира. Епизоду је нацртала Lina Buffolente.

## Кратак садржај
Епизода почиње суђењем Киту за пљачку компаније Gold Mines Croporations. Војни тужилац покушава да докаже да је Кит целог живота градио репутацију поштеног борца за правду да би стечено поверење искористио за праву прилику којом ће се новчано осигурати до краја живота. Тужилац захтева од суда доживотну робију. Суд га осуђује на 30 година затвора, али Кит одбија да каже где је сакрио опљачкано злато.
Јавно осрамоћен, Кит одлази на служење казне у Јуми, где наилази на нехумане затворске услове. Највише муке му задаје чувар Френк Робертс, који му у једном тренутку предлаже да га пусти да побегне ако му да пола свог богатства.
Пред крај епизоде, у затвор кришом упада Френки Белевен у покушају да избави Кита. Кит одбија да бежи и објашњава му позадину свог одласка у затвор. Кит, заправо, има тајни задатак да сазна како из Јуме беже богати затвореници (они који су осуђени али нису вратили богатсво које су опљачкали). Да би то могао, мора да остане у затвору.